# Milenko Tepić
Milenko Tepić (en serbe : Миленко Тепић), né le 27 février 1987 à Novi Sad, dans la République socialiste de Serbie, est un joueur puis dirigeant serbe de basket-ball. Il évolue aux postes d'ailier et d'arrière.

## Carrière
Tepić est formé au KK Vojvodina.
En septembre 2011, il signe un contrat de 2 ans avec le Cajasol Séville. À l'été 2013, il rejoint le Lietuvos rytas, club de première division lituanienne. Après l'élimination du Lietuvos de l'Euroligue, Tepić signe un contrat courant jusqu'à l'été 2015 avec son ancien club, le KK Partizan Belgrade qui est alors toujours en lice en Euroligue.

### Palmarès
- Finaliste du championnat d'Europe 2009
- Vainqueur de la Ligue adriatique 2007, 2008, 2009
- Champion de Serbie 2005, 2006, 2007, 2008, 2009
- Vainqueur de la coupe de Serbie 2008, 2009
- Champion d'Europe des 18 ans et moins 2005